# Thomas Lowry

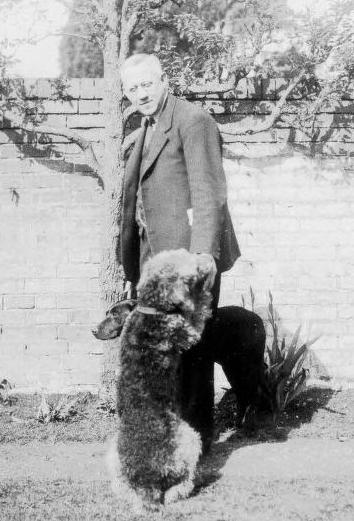
Thomas Lowry.

Thomas Martin Lowry (26 de octubre de 1874 – 2 de noviembre de 1936) fue un físico y químico inglés. Nació en Low Moor, Bradford, West Yorkshire. Su nombre se encuentra, frecuentemente, asociado al de Johannes Nicolaus Brønsted, por la teoría ácido-base que lleva el nombre de ambos científicos, actualmente aceptada de forma general. Fue miembro fundador y presidente (1928-1930) de la Sociedad Faraday.

## Biografía
Lowry nació en Low Moor, Bradford, West Riding of Yorkshire, Inglaterra, en una familia originaria de Cornualles. Era el segundo hijo del reverendo E. P. Lowry, quien fue ministro de la Iglesia Wesleyana en Aldershot entre 1892 a 1919. Fue educado en Kingswood School, Bath, Somerset, y luego en el Central Technical College en South Kensington.  Estudió química con Henry Edward Armstrong, un químico británico orientado principalmente la química orgánica pero también interesado en la naturaleza de los iones en soluciones acuosas. Entre 1896 a 1913 Lowry fue ayudante de Armstrong y entre 1904 y 1913 trabajó como profesor de química en el Westminster Training College. En 1913, fue nombrado jefe del departamento de química del Guy's Hospital  y se convirtió en el primer profesor de química en una Facultad de Medicina en ser nombrado profesor universitario en la Universidad de Londres. Desde 1920 hasta su muerte, Lowry ejerció como catedrático de Química-Física en la Universidad de Cambridge.  
Fue miembro fundador de la  Faraday Society en 1903 convirtiéndose en uno de sus miembros más activos, llegando a presirla entre 1928 y 1930. En 1914 fue elegido miembro de la Royal Society.

## Actividad científica
Durante el tiempo que trabajó con Henry Armstrong, Lowry se destacó como químico orgánico. En 1898 se percató del del cambio de rotación óptica que se producía con en tiempo en disoluciones de derivados halogenados del nitroalcanfor (3-nitro-1,7,7-trimetilbiciclo[2.2.1]heptan-2-ona), acuñando el término mutarrotación para describir este fenómeno. En sus estudios sobre la mutarrotación, Lowry encontró que la presencia de algunas sustancias con características ácidas o básicas podía acelerar o retrasar el proceso en el caso de algunos derivados del alcanfor y de la glucosa. Este tipo de catálisis, debida a la adición y remoción de protones en átomos opuestos de las moléculas, condujo a que en 1923 Lowry publicara una extensión de las definiciones de ácidos y bases, coincidentemente, pero de forma independiente, con el fisicoquímico danés Johannes Nicolaus Brønsted, en la que llamó ácido a toda sustancia capaz de transferir protones, y base a toda sustancia capaz de aceptarlos, mejorando la teoría ácido-base de Arrhenius.
Lowry publicó unos cientos de artículos y varios libros. Su monografía de 1935 sobre "Optical Rotatory Power" (1935) se ha considerado durante mucho tiempo como una obra de referencia sobre este tema.